# Heinrich Strack

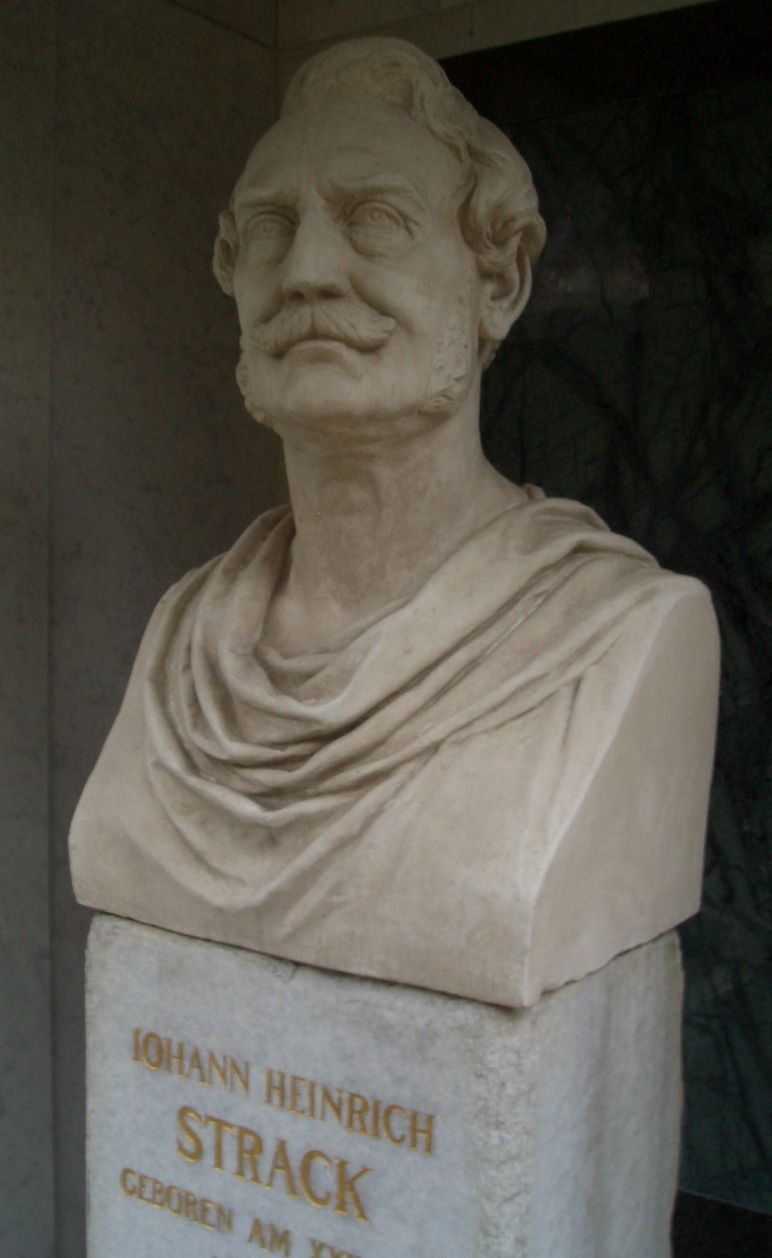
Busto de Strack por Calandrelli en su tumba en el cementerio Dorotheenstädtischen en Berlín.

Johann Heinrich Strack (6 de julio de 1805, Bückeburg - 13 de junio de 1880, Berlín) fue un arquitecto alemán de la escuela Schinkel (Schinkelschule). Entre sus obras destacadas se incluye la Columna de la Victoria de Berlín.

## Biografía
Heinrich era el hijo del pintor de retratos y paisajes Anton Wilhelm Strack (1758-1829) y una hermana del pintor Johann Heinrich Tischbein (el viejo). Estudió en la Bauakademie de Berlín, donde permaneció desde 1824 hasta 1838, y donde pasó varios exámenes (1825 agrimensor, 1827 conductor de obras, 1837/38 maestro de obras). En periodos de interrupción de sus estudios, entre otras cosas, tomó dos años de aprendizaje en el estudio de Karl Friedrich Schinkel, un viaje a San Petersburgo con Friedrich August Stüler y varias comisiones privadas de arquitectura. Era estrecho amigo de Stüler y también viajó con él a Inglaterra y Francia así como construyó y completó algunos de sus edificios, como la Antigua Galería Nacional de Berlín (Alte Nationalgalerie) de 1866 a 1876 tras su muerte.
En 1841 fue seleccionado como profesor de la Academia de Artes Prusiana, donde enseñaba desde 1839. Desde 1842 sirvió en el Hofbauamt y en 1850 se unió al Baudeputation y al Hofbaurat. En 1854 elegido profesor de la Bauakademie de Berlín y en 1862 llevó a cabo excavaciones en Atenas con Ernst Curtius y Karl Bötticher. En 1876 Guillermo I lo hizo "arquitecto del Kaiser", lo que también marcó su transición al retiro.

## Obras destacadas
- 1845-1849: Palacio de Babelsberg, completado después de la muerte de Ludwig Persius
- 1854: Rehabilitación del Antiguo Palacio, Unter den Linden, Berlín
- 1853-1856: Iglesia de San Andrés, anteriormente en Stralauer Platz, Friedrichshain
- 1856-1858: Ampliación del Kronprinzenpalais, Unter den Linden, Berlín
- 1867-1868: Casetas de la Puerta de Brandeburgo
- 1869-1873: Columna de la Victoria en Berlín, ahora en Großer Stern en el Tiergarten
- 1866-1875: Construcción de la Antigua Galería Nacional (Alte Nationalgalerie), Berlín
- 1853-1856: Torre Flatow en el Parque Babelsberg
- 1870/1871: Rediseño del Gerichtslaube de Berlín en el parque del Palacio de Babelsberg